# August Wilhelm Neuber

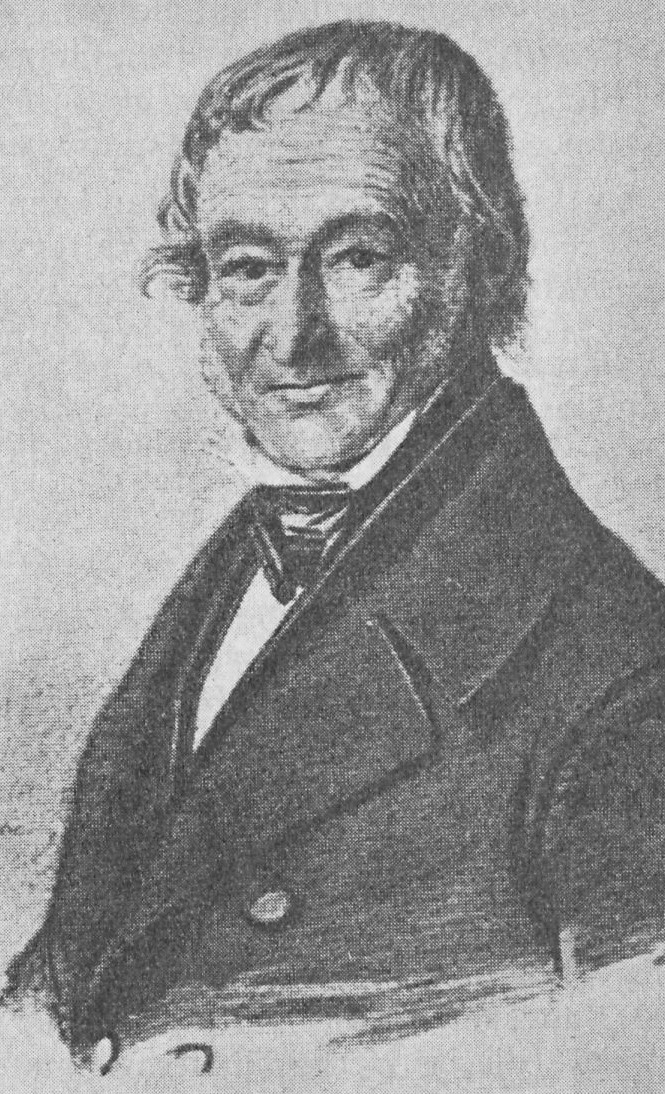
August Wilhelm Neuber

August Wilhelm Neuber (* 3. März 1781 in Groß Salze; † 22. Januar 1849 in Apenrade) war ein deutscher Arzt, Dichter und Philosoph. 

## Leben und Wirken
Neuber studierte Medizin, zuletzt an der Universität Kiel, wo er 1809 zum Dr. med. promoviert wurde. Er ließ sich in Apenrade als praktischer Arzt nieder und wurde 1811 Amtsphysicus für Stadt und Amt Apenrade. Dieses Amt hatte er bis zu seinem Tod inne. Er war verheiratet mit Karoline Friederike Dorothea Reinhold, einer Tochter des Philosophen Carl Leonhard Reinhold und Enkelin Christoph Martin Wielands.
Auf seine Anregung hin wurde 1818 bei Apenrade ein Ostseebad eingerichtet, das zunächst wieder einging, später jedoch wieder neu ins Leben gerufen worden ist. Neben seiner ärztlichen Tätigkeit und daraus resultierenden Veröffentlichungen wurde er durch seine naturkundlichen Beobachtungen und Aufsätze bekannt. Er war Mitarbeiter von Johann Christian Poggendorffs Annalen und Heinrich Christian Schumachers Astronomischen Nachrichten. Als Religionsphilosoph vertrat den Standpunkt der Aufklärungstheologie, so in seinem Beitrag im Streit um die Thesen von Claus Harms. Auch als Dichter und Übersetzer war er tätig. 
Die größte Nachwirkung hatte sein antidänisches, von Nikolaus Beckers Rheinlied inspiriertes  Gedicht Das Schleilied, das 1841 in einer Haderslebener Zeitung erschien und bald darauf von Carl Gottlieb Bellmann vertont wurde:
Sie sollen es nicht haben

Das heil’ge Land der Schlei!

Sie sollen es nicht haben

Das Land so stolz und frei.

Der Herzog hat’s geschrieben,

Den sich das Volk erwählt:

„Se schölln tosammen blieben

Op ewig ungedeelt!“
Dadurch wurde Up ewig ungedeelt zum Kampfbegriff der deutschen Schleswig-Holsteiner in der Schleswig-Holstein-Frage.

## Nachlass
In der Stadtbibliothek (Lübeck) befinden sich 3 Manuskriptbände eines epischen Lehrgedichts Neubers von 1825 zum Alten und Neuen Testament in 24 Gesängen.

## Schriften
- Dania. Ein allegorisches Drama. 1806
- Religion und Sittlichkeit. 1818.
- Ueber die Entstehung, Einrichtung und vorzügliche Wirksamkeit des Seebades zu Apenrade. 1819
- Allgemeine Darstellung der Grundvermögen der menschlichen Seele. 1821
- Beobachtungen über die Wirkungen des Seebades zu Apenrade. 1822
- Gedichte. 4 Bände 1822
- Ueber das Leuchten des Meeres und über dessen Gehalt an eigens modificirten Thier- und Pflanzenstoffen in: Hufelands Journal der praktischen  Heilkunde 1824
- Collectanea meteorologica Kopenhagen 1829
- Ueber schwebende Flecken im Auge nach eigenen Beobachtungen. 1830
- Zur Abwendung und Heilung der morgenländischen Brechruhr. 1831
- Ueber die Materie und den Urstoff in seinem vierfachen chemischen Grundverhältniß und seiner fünffachen Erscheinungsform. 1830
- Kurze Betrachtung der Ansicht des Pastors Harms in der Sprachsache. 1840
- Der Name Apenrade. 1840